# MONDAINE
MONDAINE是一個瑞士的手錶製造商。
於1951年的巴西成立了稱為「Frank & Bernheim」的手錶進口銷售公司。在1954年，該公司更改為現名 。
於1986年，以瑞士聯邦鐵路的車站常常看到的瑞士铁路时钟為基础，發表了手錶，並成為長期銷售產品。

## 外部連結
- Mondaine （页面存档备份，存于）